# 쾨니히스베르거 클로프제

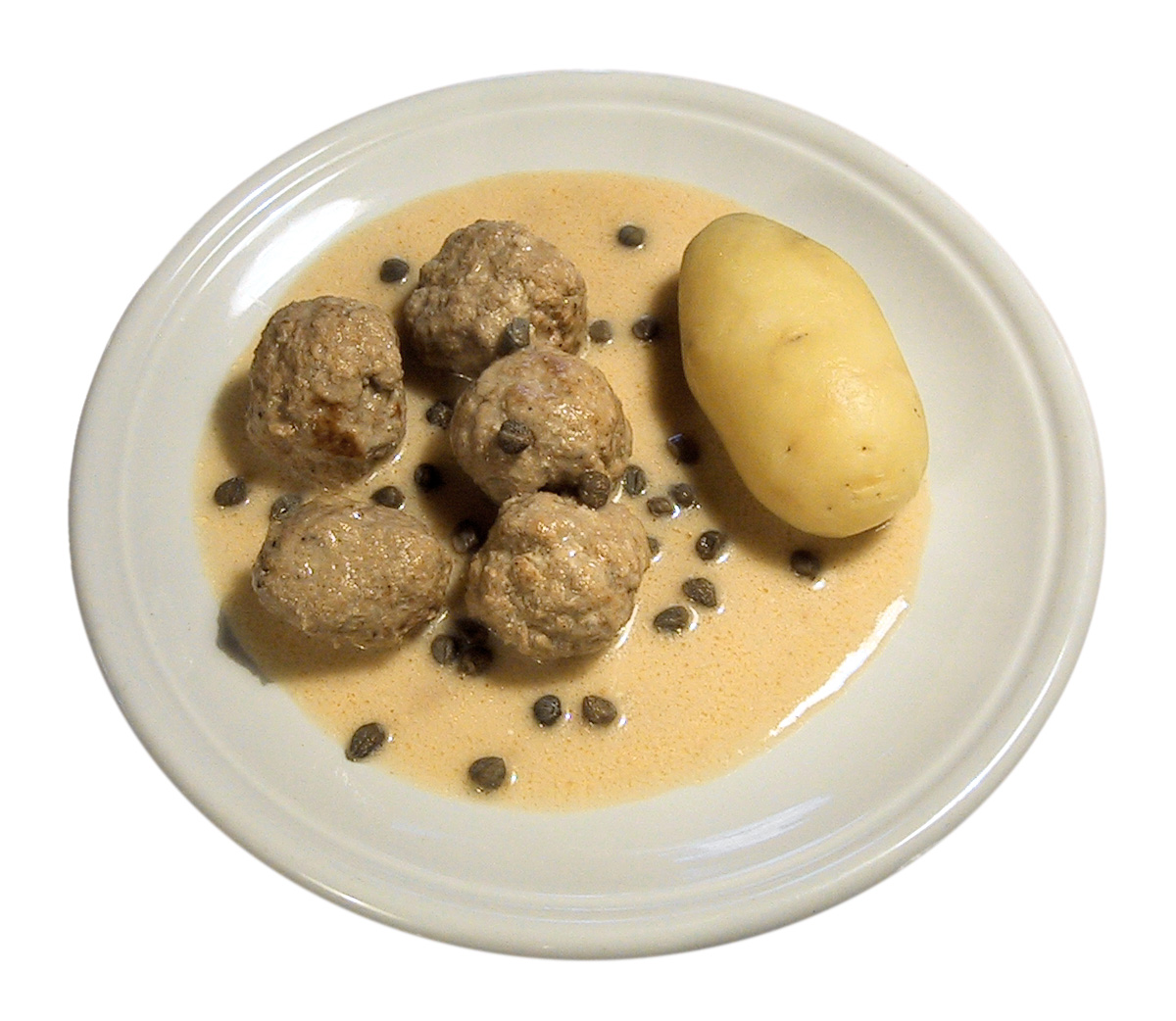
쾨니히스베르거 클로프제

쾨니히스베르거 클로프제(독일어: Königsberger Klopse)는 독일의 대표적인 고전 요리로, 케이퍼와 화이트 소스를 곁들인 고기완자이다. 송아지고기를 갈아 청어 또는 정어리를 섞어 만들고, 양파와 달걀 및 양념, 흰 빵을 곁들여 낸다.